# Rodrigo Nascimento (lutador)
Rodrigo Nascimento Ferreira (Belo Horizonte, 26 de novembro de 1992) é um lutador brasileiro de artes marciais mistas (MMA) que atualmente compete na categoria peso-pesado do UFC. 

## Carreira no MMA

### Dana White’s Contender Series
Rodrigo Nascimento recebeu a chance de participar no reality show Dana White’s Contender Series em 30 de julho de 2019 contra Michal Martínek. Rodrigo venceu a luta por finalização no primeiro round e recebeu um contrato da organização.

### UFC
Rodrigo fez sua estreia no UFC  contra Don’Tale Mayes em 16 de maio de 2019 no UFC on ESPN: Overeem vs. Harris. Ele venceu por finalização no segundo round.

## Cartel no MMA
| Cartel no MMA   |            |           |
| 9 lutas         | 8 vitórias | 1 derrota |
| Por nocaute     | 2          | 1         |
| Por finalização | 6          | 0         |
| Por decisão     | 0          | 0         |

| Res.    | Cartel | Oponente                  | Método                         | Evento                                             | Data       | Round | Tempo | Local                 | Notas                 |
| ------- | ------ | ------------------------- | ------------------------------ | -------------------------------------------------- | ---------- | ----- | ----- | --------------------- | --------------------- |
| Vitória | 9-1    | Alan Baudot               | Nocaute Técnico (socos)        | UFC on ESPN: Makhachev vs. Moisés                  | 17/07/2021 | 2     | 1:29  | Las Vegas, Nevada     | Performance da Noite. |
| Derrota | 8-1    | Chris Daukaus             | Nocaute (socos)                | UFC Fight Night: Moraes vs. Sandhagen              | 10/10/2020 | 1     | 0:45  | Abu Dhabi             |                       |
| Vitória | 8-0    | Don'Tale Mayes            | Finalização (mata leão)        | UFC on ESPN: Overeem vs. Harris                    | 16/05/2020 | 2     | 2:05  | Jacksonville, Flórida | Estreia no UFC.       |
| Vitória | 7-0    | Michal Martinek           | Finalização (triângulo de mão) | Dana White's Contender Series 3                    | 30/07/2019 | 1     | 3:16  | Las Vegas, Nevada     |                       |
| Vitória | 6-0    | Everton dos Anjos         | Finalização (Kimura)           | Juiz de Fora Fight - JF Fight Evolution 18         | 07/10/2017 | 1     | 1:39  | Juiz de Fora          |                       |
| Vitória | 5-0    | Fabio Moreira             | Finalização (chave de braço)   | BH Fight - BH Sparta 10                            | 19/11/2016 | 2     | 3:00  | Belo Horizonte        |                       |
| Vitória | 4-0    | Fabricio Nascimento Silva | Finalização (triângulo)        | BH Fight - BH Sparta 8                             | 15/04/2016 | 1     | 1:14  | Belo Horizonte        |                       |
| Vitória | 3-0    | Ricardo Jordano           | Nocaute Técnico (socos)        | Full House Battle Home 6 - Brasil Fight Selections | 29/03/2014 | 1     | 0:39  | Belo Horizonte        |                       |
| Vitória | 2-0    | Rafael Caixeta            | Finalização (mata leão)        | Full House - Battle Home 5                         | 21/04/2013 | 1     | 2:43  | Belo Horizonte        |                       |
| Vitória | 1-0    | Cicero Augusto            | Nocaute Técnico (socos)        | FHFN - Full House Fight Night                      | 24/03/2012 | 1     | 0:42  | Belo Horizonte        |                       |